# Bubo shelleyi
Bubo shelleyi е вид птица от семейство Совови (Strigidae). Видът е почти застрашен от изчезване.

## Разпространение
Видът е разпространен в Габон, Гана, Камерун, Демократична република Конго, Република Конго, Кот д'Ивоар, Либерия и Сиера Леоне.